# Talco
Talco és un grup de música punk rock i ska punk italià format a Marghera. La destacada presència d'instruments de vent aporta a la seva música un caire dinàmic i folklòric que converteix els seus concerts en autèntiques festes. Les seves lletres estan carregades de contingut polític, seguint la línia dels també italians Banda Bassotti. Temes com la xenofòbia, l'anticapitalisme, l'antiimperialisme i l'antifeixisme són tractats habitualment en les seves cançons.
El 2024, amb motiu dels vint anys de carrera Talco va publicar 20 Anniversary Live!, un disc en directe que aplega moments de la gira del darrer treball Videogame (2022), tal com ja havia fet amb la publicació pel desè aniverasari amb 10 Years Live in Iruña.

## Història
El projecte «patchanka combat-ska-punk Talco» va ser concebut per Tomaso De Mattia. Des de 2002 Talco ha actuat en directe, fet que ha permès a la banda gaudir d'un major grau de popularitat i tocar al costat de Modena City Ramblers, Obrint Pas, Persiana Jones, Ska-P, Ebri Knight i Boikot, entre d'altres.
Els dos primers àlbums de Talco van ser produïts i distribuïts a Europa per KOB Records i Mad Butcher Records, amb el suport de Venus Dischi. El tercer, Mazel Tov, va ser editat i produït per Muttis Booking i Laclau Promoccions. El primer disc, Tutti Assolti (2004,) va ser ben acollit per la premsa i va vendre més de 2.000 unitats. El segon àlbum, Combat Circus, es va publicar el novembre de 2006.

### Cronologia
- Els inicis: febrer 2000 - juny 2001: Aquesta és la primera fase en la història de la banda, que es coneixia en aquest moment pel nom de Talco Mentolato. Començant al Lugo Ska Festival a la Romanya l'estiu de 2000, Talco va fer conèixer la seva música a tot Itàlia. L'abril de 2001 va ser guardonat amb el primer premi al concurs musical de Venècia «Aurora on Stage». El juny del mateix any va sortir la seva primera maqueta, que consta de 6 temes de ska-core gravades a l'Estudi de Lesder de Treviso.
- La consolidació i la politització de la banda: juliol 2001 - octubre 2003: Arran d'alguns canvis en la seva formació, la banda es va consolidar i va desenvolupar un projecte musical més concret, adoptant el nom de Talco. El grup va adoptar el tipus de consciència política que encara el caracteritza. Dos anys de concerts seguits, a partir d'un concert a Ponte delle Alpi amb Alberto Camerini (un concert al qual van assistir més de 3.000 persones).
- Un nou treball porta a l'èxit: novembre 2003 - abril 2006: La banda temporalment interromp les seves actuacions en directe per a gravar 10 pistes de ska punk a l'Estudi Majestic de Scorzè. Records KOB de Verona es va oferir immediatament per a publicar l'àlbum, amb l'ajut del segell alemany Mad Butcher. En aquell moment Talco modifica lleugerament la seva trajectòria i va començar la seva primera gira a l'estranger. A la tornada d'Alemanya es va publicar el primer àlbum de la banda, Tutti Assolti, seguit d'una gira per Itàlia i un concert a Berlín, on Talco el va presentar en directe en un esdeveniment organitzat per commemorar les protestes contra el G8 a Gènova. També va actuar en diversos festivals KOB. Tutti Assolti va ser aclamat pel públic i va rebre força comentaris favorables, fins i tot fora d'Itàlia. Una segona gira i un èxit sorprenent a Alemanya per a celebrar el primer aniversari de l'àlbum. Talco va tenir l'oportunitat de tocar sovint a l'estranger abans de la gravació del nou àlbum.
- El segon àlbum i més gires: maig 2006 - desembre 2007. Talco va tornar al Majestic Studio per a gravar un nou àlbum, que es va publicar l'octubre de 2006. Talco enceta una nova gira a l'estranger i actuen a Berlín com a cap de cartell del Skapunkitalia Festival 2006, al costat de moltes bandes d'Alemanya i el grup italià Arpioni. Combat Circus, publicat per KOB Records i Mad Butcher Records i distribuït per Venus, va rebre crítiques positives als mitjans de comunicació. Per acompanyar l'àlbum, el grup va gravar un videoclip de la cançó «La Carovana», que va ser produït amb l'ajut del director Giuseppe Tufarolo de la MTV.
- La consagració a Europa. Gener 2008 - actualitat. El març del 2008 Talco va enregistrar el treball, Mazel Tov, que va veure la llum el 25 d'abril del 2008. És considerat el millor disc de la banda i va consagrar el grup en l'àmbit europeu car va arribar a vendre més 1.500 còpies en menys d'un mes.

## Membres
- Tomaso De Mattia: veu i guitarra
- Emmanuele Randon: guitarra i veu
- Marco Salvatici: baix
- Nicola Marangon: bateria
- Marco Piccioni: saxo tenor
- Andrea Barin: trompeta

## Discografia

### Àlbums d'estudi
- Talco Mentolato (maqueta, 2001)
- Tutti Assolti (2004)
- Combat Circus (2006)
- Mazel Tov (2008)
- La Cretina Commedia (2010)
- Gran Galà (2012)
- Silent Town (2015)[7]
- And the Winner Isn't (2018)[8]
- Locktown (2021)[9]
- Insert Coin (EP, 2022)
- Videogame (2022)[10]